# Papilio montrouzieri
Papilio montrouzieri (denominada popularmente, em francês, papillon bleu Montrouzier) é uma borboleta da família Papilionidae e subfamília Papilioninae, encontrada na região biogeográfica australasiana, na Oceania, e endêmica da ilha da Nova Caledônia e das ilhas Lealdade. Foi classificada por Jean-Baptiste Alphonse Dechauffour de Boisduval, em 1859, nos Annales de la Société entomologique de France. É aparentada à espécie mais distribuída, Papilio ulysses, da qual já foi considerada uma variedade por John Obadiah Westwood, em 1860; Boisduval citando que difere de ulysses por seu tamanho infinitamente menor e porque o azul ocupa mais espaço e não oferece, nas asas superiores, esses dentes profundos e afiados, engrenando-se em linhas pretas foscas, elípticas e felpudas, que ulysses contém. A denominação de seu descritor específico, montrouzieri, deriva o seu nome do padre francês Xavier Montrouzier.

## Descrição
Esta espécie possui, vista por cima, asas com envergadura máxima de 10 centímetros e de amplas margens negras, com exceção da margem basal das asas anteriores e área interna das asas posteriores (próximas ao corpo do inseto), com uma grande área em azul, central. O lado de baixo é castanho escuro, com áreas mais pálidas e com sete manchas alaranjadas em cada asa posterior, próximas à sua margem. Ambos os sexos apresentam um par de caudas, em forma de espátula, na metade inferior das asas posteriores.

## Habitat
Papilio montrouzieri é encontrada em floresta tropical pluvial muito densa e em todos os ecossistemas intermediários de sua região, voando em busca de néctar floral. Suas lagartas alimentam-se de folhas de Rutaceae, sendo citadas como planta-alimento Zieridium pseudobtusifolium e Achronychia laevis (Holloway & Peters, 1976).